# Cornelia (schip, 1909)
De Cornelia is een varend monument dat wordt gebruikt als wachtschip door de scouts van Scoutinggroep De Geuzen, een groep van Scouting Nederland in Vlaardingen, Admiraliteit 14 Zuid Hollandse Stromen. De scouts gebruiken het schip ook tijdens kampen als slaapplaats. Het schip heeft een ligplaats in Vlaardingen.
Het kreeg indertijd een 16 pk diesel voor de zelflosinstallatie, die later werd vervangen door een 10 pk Lister losmotor.

## Geschiedenis
Het schip is gebouwd als Friese zeilkast. Een in Friesland gebouwd zeilschip met de Friese maat (<31,5 x 5,4 (/6,3) m.). Dat was rond die tijd de maximale lengte en breedte die een schip kon hebben om in Friesland overal te kunnen varen. Het werd gebruikt als vrachtschip en zandschip.  
In 1927 is het schip in het bezit gekomen van Jan van Fessem, die er zand en grind mee vervoerde vanuit Brabant naar Vlaardingen voor de gemeente of fa. Lensveld. Jan voer samen met zijn vrouw Cornelia op het schip, dat hij in 1932 naar haar liet omdopen. Jan en Cornelia kregen zeven kinderen aan boord van het schip. Hij liet in 1934 een Duitse HMG-dieselmotor plaatsen, die tot op heden nog steeds in gebruik is.
Na het overlijden van Jan nam zijn zoon Herman het werk als schipper over. Herman’s zus Co deed het huishoudelijke werk aan boord en zijn broer Willem werd dekknecht.
Omstreeks 1954 is de Cornelia gestopt met het zand- en grindtransport en werd ze afgemeerd aan de kade van de gemeente Vlaardingen. De vrijgezelle broer en zus Herman en Co bleven aan boord wonen. Na het overlijden van Herman bleef Co alleen aan boord wonen. Toen dat te zwaar werd, kwam de Cornelia voor een tijd onbewoond aan de kade te liggen. 
In 1978 is het schip in het bezit gekomen van Scouting de Geuzen en werd het grondig gerenoveerd. De Friese luikenkap werd vervangen door een stalen trunkdek en een reling werd geplaatst in verband met de veiligheidseisen. De den werd verhoogd en van patrijspoorten voorzien. In september 1979 is het schip in gebruik genomen als groepshuis.

## Liggers Scheepmetingsdienst[4]
| Meetnummer | District en volgnr. | Meetdatum        | Meetplaats  | Lengte [m] | Breedte [m] | Inzinking [m] | Waterverplaatsing [ton] | Naam       | Eigenaar      | Domicilie   |
| ---------- | ------------------- | ---------------- | ----------- | ---------- | ----------- | ------------- | ----------------------- | ---------- | ------------- | ----------- |
| R3658N     | Rotterdam           | 13 december 1909 | Rotterdam   | 31,50      | 6,30        | –             | 250,799                 | DISPONIBEL | L. Visser     | Kampen      |
| R11918N    | Rotterdam           | 24 april 1939    | Rotterdam   | 31,47      | 6,33        | 2,02          | 241,757                 | CORNELIA   | J. van Fessem | Vlaardingen |
| R17212N    | Rotterdam           | 11 januari 1950  | Vlaardingen | 31,47      | 6,33        | 2,02          | 230,173                 | CORNELIA   | C. v. Fessem  | Vlaardingen |